# 34
Aquesta pàgina és per a l'any. Per al nombre, vegeu trenta-quatre.

## Esdeveniments
- Construcció d'un aqüeducte romà a tres bandes a partir de Nimes i el funcionament del 269 milles.
- Pau de Tars i Sant Bernabé apòstol comencen a predicar l'evangeli als Jentils.
- Intervenció romana a Armènia (34-37).
- Els habitants originals de Dàcia es revolten contra els Sàrmates tribu Iazyges que els van esclavitzar.

## Naixements
Països Catalans
Resta del món
- 4 de desembre - Volterra (la Toscana): Persi, poeta satíric llatí d'origen etrusc (m. 62).

## Necrològiques
- Sant Esteve màrtir, el primer màrtir del cristianisme